# کامل جهرمی
قوام‌الدین عبدالله کامل جهرمی متخلص به کامل جهرمی شاعر ایرانی سده یازدهم قمری بود. وی در سرودن شعر، بیشتر تمایل به غزل داشت و به روش حافظ شعر می‌گفت.

## زندگی‌نامه
قوام‌الدین عبدالله کامل جهرمی در جهرم به دنیا آمد. وی در جوانی به شیراز رفت و در محضر ملک سعید خلخالی، متخلص به «کامل» به کسب علوم دینی پرداخت و چون استادش به موزونی طبع وی پی برد، تخلص خود را به او داد.
کامل در ۲۵ سالگی از راه بندر هرمز به دکن رفت و مدتی نیز در گلکنده و بیجاپور بود و سپس در برهانپور مداح عبدالرحیم خان‌خانان شد. پس از چندی چون با حیاتی گیلانی اختلافاتی یافت از درگاه خان‌خانان طرد و به آگره رفت و در آنجا به ملازمت شاهزاده خرم فرزند اکبر شاه رسید و نزدیک به دو سال در آنجا بود و سپس به کشمیر رفت. پس از آن در به کار تجارت مشغول شد و در پتنه قدم در وادی تصوف نهاد. بعضی از تذکره‌ها وفات وی را ۱۰۲۸ ق ذکر کرده‌اند.

## آثار
از آثار وی مثنوی «محمود و ایاز»، «مرشد کامل»، «دیوان اشعار» و ترجیعی که به روش «ساقی نامه» به رشتهٔ نظم درآورده است می‌توان نام برد. از وی حدود پنج هزار بیت شعر به جا مانده است.